# Consorti dei sovrani bhutanesi
Druk Gyaltsuen (dalla  lingua dzongkha traducibile in Regina Drago), è il titolo con cui vengono designate le consorti dei sovrani del Bhutan, che regnano con il titolo di Druk Gyalpo e appartengono alla dinastia Wangchuck, posta sul trono nel 1907.

## Elenco
| Immagine | Nome                       | Padre              | Nascita          | Matrimonio      | Inizio regno                       | Fine regno                             | Morte          | Consorte                       |
| -------- | -------------------------- | ------------------ | ---------------- | --------------- | ---------------------------------- | -------------------------------------- | -------------- | ------------------------------ |
|          | Tsundue Pema Lhamo         | Kunzang Thinley    | 1886             | 1901            | 17 dicembre 1907 ascesa del marito | aprile 1922                            | aprile 1922    | Ugyen Wangchuck                |
|          | Phuntsho Choden            | Jamyang            | 1911             | 1923            | 26 agosto 1926 ascesa del marito   | 30 marzo 1952 morte del marito         | 24 agosto 2003 | Jigme Wangchuck                |
|          | Pema Dechen                | Jamyang            | 1918             | 1932            | 1932                               | 30 marzo 1952 morte del marito         | 1991           | Jigme Wangchuck                |
|          | Kesang Choden              | Sonam Topgay Dorji | 21 maggio 1930   | 5 ottobre 1951  | 30 marzo 1952 ascesa del marito    | 21 luglio 1972 morte del marito        | vivente        | Jigme Dorji Wangchuck          |
|          | Dorji Wangmo Wangchuck     | Ugyen Dorji        | 10 giugno 1955   | 1979            | 1979                               | 9 dicembre 2006 abdicazione del marito | vivente        | Jigme Singye Wangchuck         |
|          | Tshering Pem Wangchuck     | Ugyen Dorji        | 22 dicembre 1957 | 1979            | 1979                               | 9 dicembre 2006 abdicazione del marito | vivente        | Jigme Singye Wangchuck         |
|          | Tshering Yangdon Wangchuck | Ugyen Dorji        | 21 giugno 1959   | 1979            | 1979                               | 9 dicembre 2006 abdicazione del marito | vivente        | Jigme Singye Wangchuck         |
|          | Sangay Choden Wangchuck    | Ugyen Dorji        | 11 maggio 1963   | 1979            | 1979                               | 9 dicembre 2006 abdicazione del marito | vivente        | Jigme Singye Wangchuck         |
|          | Jetsun Pema                | Dhondup Gyaltshen  | 4 giugno 1990    | 13 ottobre 2011 | 13 ottobre 2011                    | in carica                              | vivente        | Jigme Khesar Namgyel Wangchuck |